# Veereeniging voor Verbetering van Vrouwenkleeding
Veereeniging voor Verbetering van Vrouwenkleeding (V.v.V.v.V.) var en nederländsk förening, grundad 1899, med syfte att reformera och förbättra kvinnors kläder och göra dem mer praktiska, hälsosamma och estetiska. Det var en del av dräktreformrörelsen, som vid denna tid drev en internationell kampanj för att reformerna kläder för kvinnor.
I Nederländerna spreds ett intresse för frågan efter grundandet av den tyska dräktreformföreningen Allgemeiner Verein zur Verbesserung der Frauenkleidung 1896, och 1899 grundades Veereeniging voor Verbetering van Vrouwenkleeding som utgav publikationer, deltog i utställningar och arbetade med att ta fram ett nytt klädmode som kunde vara vackert och hälsosamt samtidigt.